# 호바라정
호바라정(保原町)은 후쿠시마현 다테군에 있던 정이다. 2006년 1월 1일 호바라정 및 같은 다테군의 다테정, 야나가와정, 료젠정, 쓰키다테정 등 5개 정이 합병하여 다테시가 신설되고 폐지되었다.
시청 본청사는 구 호바라 정사무소, 분청사는 구 야나가와 정사무소가 되어 구 다테초, 구 료야마초, 구 쓰키다테 정사무소는 시청 지소가 되었다.

## 개요
호바라정은, 신다치 평야(信達平野)의 동부에 위치하며, 현도 후쿠시마시에 인접한 정이다.1955년, 호바라, 오타, 가미호바라, 하시라자와, 도미나리의 1정 4촌이 합병. 동쪽으로 아부쿠마 산계의 영산, 서쪽으로 아가쓰마 연봉, 북쪽으로 미야기 현 경계의 산들을 바라보며 서북쪽으로 아부쿠마 강이 북쪽으로 흐르고 있다.아부쿠마 강 유역은 옛부터 양잠지로서 열려 있었고, 호바라마치는 신다치 평야의 생사 집산지, 누에 거래의 중심지로서 번창했다.현재는 지역 산업인 니트 제조업 외에 유치 기업을 중심으로 한 전자기기 관련 공장이 마을의 기간산업으로서 정착하고 있다.
호바라마치의 평지는, 풍부한 논 지대로, 현북의 곡창 지대의 일부가 되고 있다.또한 천혜의 비옥한 토양을 활용하여 메이지 다이쇼시대부터 사과, 복숭아, 자두, 감 등의 과수재배가 시작되었으며, 특히 질 좋은 복숭아는 전국에 「후쿠시마의 복숭아」의 평가를 높여 연간 4,000t의 생산량을 자랑하고 있다.
국도 349호선 가에 위치해, 아부쿠마 급행으로 현도·후쿠시마에 20분, 도쿄에 약 120분의 충실한 액세스는, 풍부한 자연 속에서의 비즈니스, 도시형 생활을 가능하게 해, 자연과 공존하는 신시대의 마을로서 계속 성장하고 있다.

## 역사
- 1955년 3월 1일 - 호바라정, 오타촌, 하시라자와촌, 도미나리촌, 가미호바라촌 등 5개 정·촌이 합병하여 호바라정이 신설되었다.
- 2006년 1월 1일 호바라정 및 같은 다테군의 다테정, 야나가와정, 료젠정, 쓰키다테정 등 5개 정이 합병하여 다테시가 신설되고 폐지되었다.

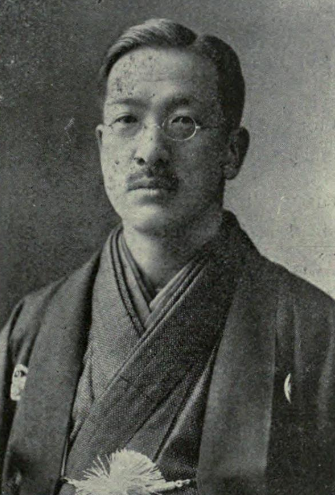
호바라정 출신의 다자이후미조(햐쿠나치은행장, 후쿠시마산업조합 이사장)

가마쿠라 시대 초기에는 다테 가문의 시조 다테 아사무네가 미나모토노 요리토모로부터 다테 군을 배령해 다카코오카 성을 쌓았다.야트막한 언덕에 있는 그 성지에서 다테 평야가 한눈에 들어온다.전국 시대에는 다테씨의 가신·나카지마 이세(나카지마 무네타다)가 호바라에 들어간다.나카지마씨는 테루무네 시대에, 소마씨와의 싸움에서 활약해 이구군 카나야마성을 내려 옮겼다.
현재의 진야도리의 북동에는 호하라성이 쌓아 올려져 모모야마 시대에 아이즈에 입부한 우에스기 카게카츠는 호하라성의 개축을 실시하고 있다. 에도시대에는 계속 우에스기 씨 요네자와 번의 소령이 되어, 호바라 성은 오이시 씨가 거성했다.죠노우치, 테쯔포쵸등의 지명은, 죠시타쵸의 흔적을 남기고 있다.
호시하라 성주 오이시 쓰나모토와 군대의 히라바야시 마사쓰네는 개전 양수보의 개삭을 적극 장려했다.호하라의 간전, 와타나베 신자에몬 및 야나가와 다이칸, 호리에 요고에몬 등은 게이초 10년(1605년) 모래언덕을 쌓아올려 호하라 지방의 비옥한 논밭 기초를 만들고 있다. 1636년에는 오오이시씨를 대신해, 코에츠 세이도가 호바라성의 성대가 되어 파견되었다.
칸분 4년(1664년), 우에스기 쓰나노리(上杉綱憲)가 후계자를 정하지 못한 채 급사해 원래대로라면 개역이 될 뻔했는데, 기라 요시오(吉良義雄)의 장남 쓰나노리(綱憲)를 양자로 맞이함으로써 우에스기 가문의 존속이 인정된다는 소동 때 우에스기령은 30만섬에서 15만섬이 되었고, 호하라 지방을 포함한 다테군(伊達郡)은 몰수되었다.이때 보원성도 폐성되었다고 한다. 간호 2년(1742년)에는 시라카와 번(마쓰다이라 씨)의 대관소로서 호바라 진야가 설치되어 호바라 지방의 17개 마을(약 2만 석)이 이 지배에 속했다.요즘 매월 5~10일에 장이 서고 생사와 풀솜이 매매되면서 호바라는 상인 마을로서 크게 발전했다.